# Tommy Cash (rapper)
Tomas Tammemets, művésznevén: Tommy Cash, vagy TOMM¥ €A$H (Tallinn, 1991. november 18. – ) észt rapper, énekes, dalszerző és konceptuális művész. Ő képviselte Észtországot a 2025-ös Eurovíziós Dalfesztiválon Bázelben, az Espresso macchiato című dallal.

## Korai évek
Tammemets Tallinnban született, észt, orosz, ukrán és kazah származású. Önmagát elsősorban észtnek, lélekben kelet-európainak, önéletrajzában pedig skandinávnak nevezte. Tammemets a tallinni Kopli városrészben nőtt fel.
Fiatal korában graffitiművész volt. Saját elmondása szerint kábítószer-fogyasztása miatt "kizárták" az iskolából.  Soha nem érettségizett le, gimnazista évei után a táncban és a festészetben is kipróbálta magát. 

## Pályafutása

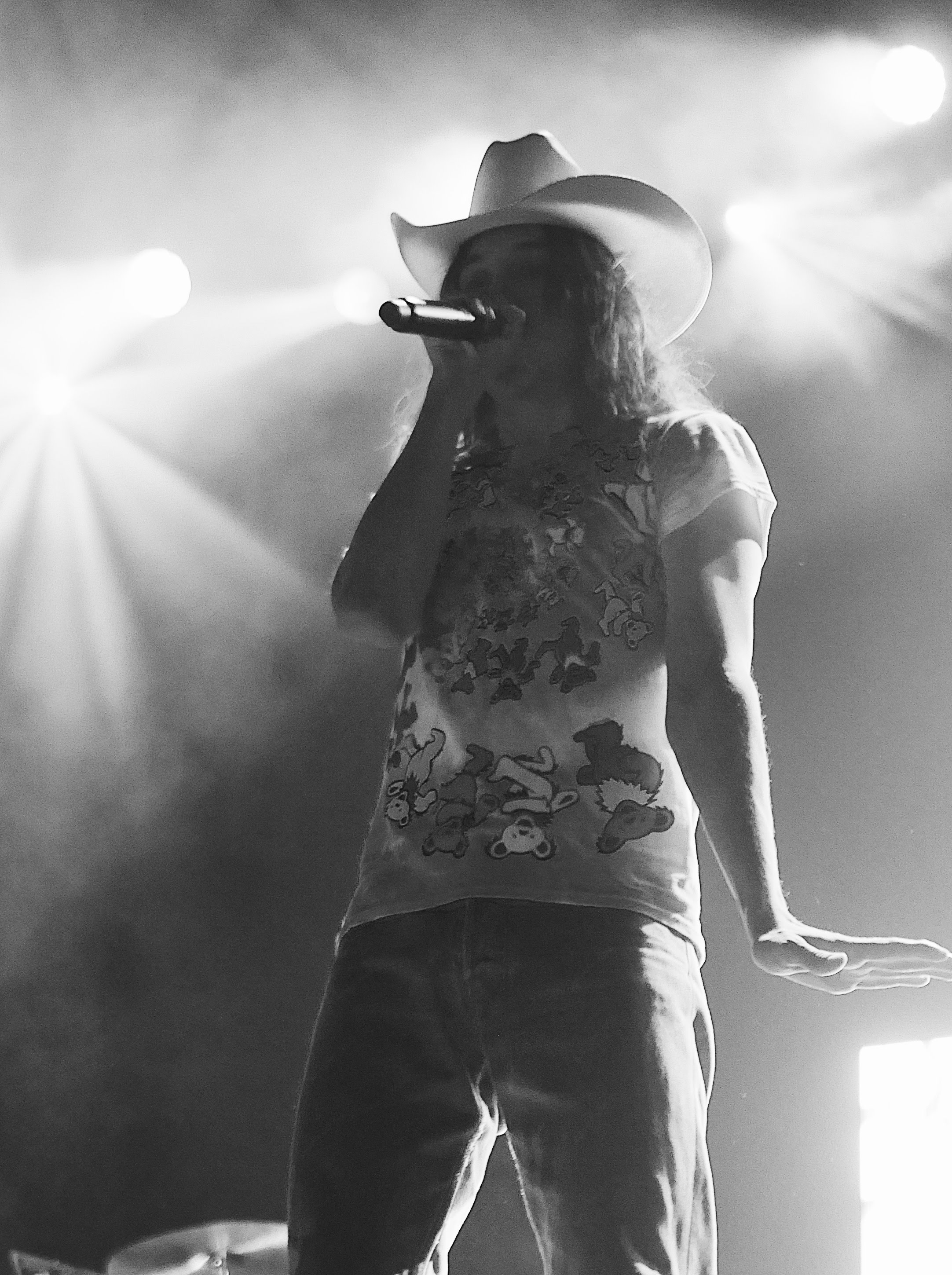
Tommy Cash 2019-ben a Fox Oakland Színházban

A balti világban Tammemets freestyle-táncosként is ismert. Határozott stílusú táncos, aki a popping-, a krumping- és a breaktáncelemeket is használja. 2018-ban bemutatta saját ruházati kollekcióját, mely a nyugati stílust keletről származó elemek segítségével figurázza ki. Erre példa az általa gyakran használt név: Kanye East. 
2018 novemberében kiadta második albumát, a ¥€$-t, melyre pozitív kritikákat kapott a Clash-től és a Paper-től. Az albumon közreműködik MC Bin Laden, Charli XCX, Rick Owens, Caroline Polachek, Danny L Harle, A. G. Cook, Amnesia Scanner, Alex Dolfu és Boys Noize.
2019-ben "The Pure and the Damned" címmel közös kiállítása nyílt Rick Owens amerikai divattervezővel Tallinnban, a Kumu Art Museumban. A kiállítás részeként többek között megjelent a saját spermája is. Szintén 2019-ben NVDES mellett Tommy Cash volt Oliver Tree előzenekara a Goodbye, Farewell turnén.
2020. január 30-án bejelentette első hivatalos turnéját az Amerikai Egyesült Államokban. A turné helyszínei közt szerepelt Los Angeles, Atlanta és Colombus.

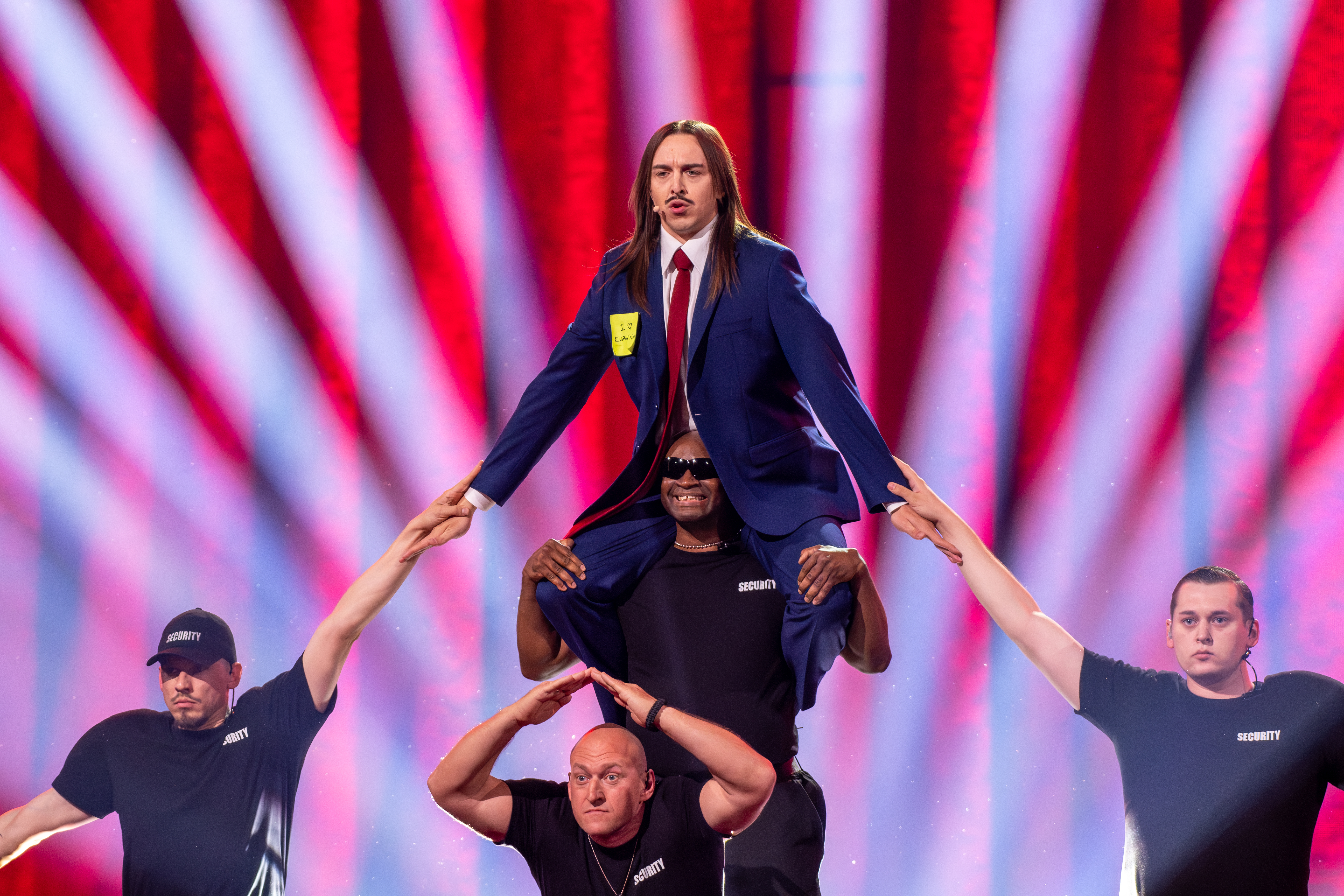
Az Eurovíziós Dalfesztiválon

2024. november 5-én az Eesti Rahvusringhääling bejelentette, hogy Tommy Cash résztvevője lesz a 2025-ös Eesti Laul észt eurovíziós nemzeti döntőnek. Espresso macchiato című versenydalával megnyerte a február 15-én rendezett döntőt, ahol a nemzetközi zsűri, valamint közönség pontjai alakították ki a végeredményt, így ő képviselhette hazáját az Eurovíziós Dalfesztiválon Bázelben. A verseny május 13-án rendezett első elődöntőjéből ötödik helyezettként jutott tovább a döntőbe, ahol a harmadik helyen végzett.

## Diszkográfia

### Stúdióalbumok
- Euroz Dollaz Yeniz (2014)
- ¥ € $ (2018)

### EP-k
- C.R.E.A.M. (2014)
- Moneysutra (2021)
- High Fashion (2024)

### Kislemezek
- Guez Whoz Bak (2013)
- Alien Tears (2014)
- Winaloto (2016)
- Surf (2017)
- Rawr (2017)
- Pussy Money Weed (2018)
- Little Molly (2018)
- X-Ray (2018)
- Sdubid (2019)
- Untz Untz (2024)
- Espresso macchiato (2024)